# Сипуха танімбарська
Сипуха танімбарська (Tyto sororcula) — вид совоподібних птахів родини сипухових (Tytonidae).

## Поширення
Ендемік Індонезії. Поширений на півдні Молуккських островів. Відомий з трьох зразків знайдених на островах Танімбар та острові Буру. В природі ніколи не спостерігався.

## Опис
Тіло завдовжки 29-31 см; довжина крила — 227—251 мм. Верхня сторона тіла сіро-коричнева, в білих плямах з чорної облямівкою. Лицьовий диск блідо-коричневий, з тонким коричневим обідком і коричневими плямами навколо чорно-карих очей. Дзьоб вершково-жовтого кольору. Ноги оперені, білого кольору, з сіро-жовтими пальцями і темними кігтями.